# Присяжний повірений
Присяжний повірений — у Російській імперії адвокат, включений до списку присяжних повірених відповідної судової палати. Звання присяжного повіреного існувало від судової реформи 1864 р. до більшовицького перевороту 1917 р.